# Днепровка (Крым)
Днепро́вка (до 1963 года Вы́селки, до 1945 года Шейх-Эли́ (ранее Чокраклы́-Шейх-Эли́); укр. Дніпровка, крымскотат. Çoqraqlı Şeyh Eli, Чокъракълы Шейх Эли) — село в Джанкойском районе Республики Крым, в составе Мирновского сельского поселения (согласно административно-территориальному делению Украины — Мирновского сельского совета Автономной Республики Крым).

## Население
| 2001 | 2014  |
| ---- | ----- |
| 2225 | ↘2068 |

Всеукраинская перепись 2001 года показала следующее распределение по носителям языка
| Язык             | Процент |
| ---------------- | ------- |
| русский          | 61.62   |
| крымскотатарский | 25.3    |
| украинский       | 11.55   |
| другие           | 0.4     |

### Динамика численности
| - 1805 год — 93 чел. - 1864 год — 20 чел. - 1900 год — 138 чел. - 1915 год — 84 чел. - 1926 год — 171 чел. | - 1939 год — 324 чел. - 1974 год — 2359 чел. - 1989 год — 2163 чел. - 2001 год — 2225 чел. - 2014 год — 2068 чел. |

## Современное состояние
На 2017 год в Днепровке числится 8 улиц и 5 переулков; на 2009 год, по данным сельсовета, село занимало площадь 210,5 гектара на которой, в 714 дворах, проживало более 2,2 тысяч человек, в Днепровке находились 2-е отделение совхоза «Мичуринец». В селе действуют клуб, библиотека, фельдшерско-акушерский пункт, отделение Почты России, Джанкойская экспедиция глубокого бурения «Крымнефтегазразведка», спецавтобаза треста овоще-молочных совхозов Крымской области, церковь великомученицы Варвары.

## География
Расположено в непосредственной близости от Джанкоя, у западной окраины (по шоссе примерно 4 километра), там же ближайшая железнодорожная станция, высота центра села над уровнем моря — 15 м. Транспортное сообщение осуществляется по региональной автодороге 35А-001 граница с Украиной — Джанкой — Феодосия — Керчь (по украинской классификации — М-17).

## История
Первое документальное упоминание села встречается в Камеральном Описании Крыма… 1784 года, судя по которому, в последний период Крымского ханства Шейхели входил в Орта Чонгарский кадылык Карасубазарского каймаканства. После присоединения Крыма к России (8) 19 апреля 1783 года, (8) 19 февраля 1784 года, именным указом Екатерины II сенату, на территории бывшего Крымского Ханства была образована Таврическая область и деревня была приписана к Перекопскому уезду. После Павловских реформ, с 1796 по 1802 год, входила в Перекопский уезд Новороссийской губернии. По новому административному делению, после создания 8 (20) октября 1802 года Таврической губернии, Чокраклы-Шейх-Эли был включён в состав Кокчора-Киятской волости Перекопского уезда.
По Ведомости о всех селениях в Перекопском уезде состоящих с показанием в которой волости сколько числом дворов и душ… от 21 октября 1805 года, в деревне Чокраклы-Шейх-Эли числилось 11 дворов, 87 крымских татар, 4 крымских цыган и 2 ясыров. На военно-топографической карте генерал-майора Мухина 1817 года деревня Чокракли шеих ели обозначена с 25 дворами. После реформы волостного деления 1829 года деревню, согласно «Ведомости о казённых волостях Таврической губернии 1829 года», оставили в составе Кокчоракиятской волости. На карте 1836 года в деревне Чокраклы-Шейх-Эли 20 дворов, как и на карте 1842 года.
В 1860-х годах, после земской реформы Александра II, деревню включили в состав Владиславской волости. В «Списке населённых мест Таврической губернии по сведениям 1864 года», составленном по результатам VIII ревизии 1864 года, Чокраклы-Шейх-Эли — владельческая татарская деревня с 8 дворами, 20 жителями и мечетью при колодцах.По обследованиям профессора А. Н. Козловского начала 1860-х годов, в селении вода в колодцах глубиной 3—5 саженей (6—10 м) была частью пресная, а чаще солёная. Согласно «Памятной книжке Таврической губернии за 1867 год», деревня Чокраклы-Шейх-Эли была покинута жителями в 1860—1864 годах, в результате эмиграции крымских татар, особенно массовой после Крымской войны 1853—1856 годов, в Турцию и оставалась в развалинах и, если на трехверстовой карте Шуберта 1865 года деревня ещё обозначена, то на карте, с корректурой 1876 года её уже нет. К 1886 году Владиславская волость была упразднена и по «Памятной книге Таврической губернии 1889 года» в деревне Чокраклы-Шейх-Эли Байгончекской волости числилось 23 двора и 171 житель
После земской реформы 1890 года деревню отнесли к Богемской волости. Согласно «…Памятной книжке Таврической губернии на 1892 год», Чокраклы-Шейх-Эли числились в составе Богемской волости, но никаких данных о деревне, как о не входившей ни в одно сельское общество, кроме названия, не приведено. По «…Памятной книжке Таврической губернии на 1900 год» в посёлке Чокраклы-Шейх-Эли, приписанном напрямую к волости (в частном владении Дуранте), числилось 138 жителей в 11 дворах. По Статистическому справочнику Таврической губернии. Ч.II-я. Статистический очерк, выпуск пятый Перекопский уезд, 1915 год, на хуторе Чокраклы-Шейх-Эли Богемской волости Перекопского уезда числилось 9 дворов с русским населением в количестве 84 человек приписных жителей, из которых 33 мужчины и 51 женщина (в энциклопедическом словаре «Немцы России» утверждается, что хутор населяли крымские немцы).
После установления в Крыму Советской власти, по постановлению Крымревкома от 8 января 1921 года № 206 «Об изменении административных границ» была упразднена волостная система и в составе Джанкойского уезда был создан Джанкойский район. В 1922 году уезды преобразовали в округа. 11 октября 1923 года, согласно постановлению ВЦИК, в административное деление Крымской АССР были внесены изменения, в результате которых округа были ликвидированы, основной административной единицей стал Джанкойский район и село включили в его состав. Согласно Списку населённых пунктов Крымской АССР по Всесоюзной переписи 17 декабря 1926 года, в селе Чокраклы-Шеих-Эли, Марьиннского сельсовета Джанкойского района, числилось 37 дворов, из них 33 крестьянских, население составляло 171 человек, из них 146 немцев, 15 русских, 5 украинцев, 5 армян, действовала немецкая школа. В селе был создан колхоз «Рабочий-Арбейтер». По данным всесоюзная перепись населения 1939 года в селе проживало 324 человека. К 1940 году село, уже под названием Шейх-Эли, было центром сельского совета.
Вскоре после начала Великой Отечественной войны, по секретному постановлению № СЭ-75 Совета по эвакуации от 15 августа 1941 года, 18 августа 1941 года, крымские немцы были высланы сначала в Ставропольский край, а затем в Сибирь и северный Казахстан. На фронтах войны сражались 26 жителей Чокраклы-Шеих-Эли, все награждены орденами и медалями, 11 из них погибли. 25 октября 1941 года, во время обороны Крыма, у Чокраклы-Шеих-Эли погиб младший лейтенант 87-го отдельного дивизиона ПТО Ханин Алексей Сергеевич, похороненный на местном кладбище. 11 апреля 1944 года при освобождении Крыма, здесь же погиб сержант 101-й танковой бригады 19-го танкового корпуса, Пантелеев Анатолий Евгеньевич. В 1965 году останки Ханина А. С., Пантелеева А. Е., Кривошеева К. Б., Мысливцева П. М. (умерших 3 мая 1944 года), а также старшего сержанта Яценко И. П., погибшего у Журавлевки 7 апреля 1944 года, были перезахоронены в центре села, на б м установлен обелиск. Постановлением Совета министров Республики Крым № 627 от 20 декабря 2016 года памятник отнесён к категории объектов культурно-исторического наследия России регионального значения.
В 1944 году, после освобождени Крыма от фашистов, 12 августа 1944 года было принято постановление № ГОКО-6372с «О переселении колхозников в районы Крыма» и в сентябре 1944 года в район приехали первые новоселы (27 семей) из Каменец-Подольской и Киевской областей (в начале 1950-х годов последовала вторая волна переселенцев из различных областей Украины). Указом Президиума Верховного Совета РСФСР от 21 августа 1945 года Шейх-Эли переименовали в Выселки и Шейх-Элинский сельсовет, соответственно, в Выселковский. С 25 июня 1946 года Выселки в составе Крымской области РСФСР, а 26 апреля 1954 года Крымская область была передана из состава РСФСР в состав УССР. В 1951—1962 годах село входило отделением в совхоз «Семенной». На 15 июня 1960 года село ещё числилось центром совета. В 1962 году был образован совхоз «Мичуринец».
6 апреля 1963 года Выселки переименовали в Днепровку (согласно справочнику «Крымская область. Административно-территориальное деление на 1 января 1968 года» в период с 1954 по 1968 год). На 1974 год в Днепровке было 619 дворов в которых насчитывалось 2359 жителей, действовали 2 отделения совхоза «Мичуринец». С 1979 года Днепровка в составе Мирновского сельсовета. По данным переписи 1989 года в селе проживало 2163 человека. С 12 февраля 1991 года село в восстановленной Крымской АССР, 26 февраля 1992 года переименованной в Автономную Республику Крым. В 1997 году совхоз «Мичуринец» был реорганизован в КСП, а в 2000 году — в СООО «Мичуринец». С 21 марта 2014 года в составе Крыма аннексирована Россией.